# Wilhelm Heinrich Waagen
Wilhelm Heinrich Waagen  (Munique, 23 de junho de 1841 – Viena, 24 de março de 1900) foi um geólogo e paleontólogo alemão.

## Biografia
Wilhelm Heinrich Waagen recebeu o grau de doutor em filosofia pela Universidade de Munique, onde publicou um trabalho elaborado de geologia que foi coroado pela universidade. Em  1866, tornou-se instrutor de paleontologia nesta universidade e, ao mesmo tempo, deu aulas para a Princesa Teresa e o Príncipe Arnulf da Baviera.  Mesmo sendo um excelente professor e especialmente competente no trabalho, Waagen, por ser um leal católico, não tinha perspectiva de obter um cargo de professor na Universidade de Munique. Consequentemente, em 1870, aceitou a oferta de um cargo de assistente no serviço geológico da Índia.
Em 1875, ele retornou definitivamente para a  Europa devido a severidade do clima Indiano. Em 1877, assumiu como instrutor na Universidade de Viena e conferencista de grande sucesso sobre a geologia da Índia. Em 1879, Waagen ocupou o cargo de professor de geologia e mineralogia no "Instituto Politécnico Alemão de Praga"; em 1890, tornou-se professor de paleontologia da Universidade de Viena; e em 1886 declinou de um convite para lecionar na escola de minas de Berlim. Em 1893, tornou-se membro correspondente da Academia das Ciências.
Os manuscristos de Waagen antes da sua viagem para a Índia tratavam especialmente sobre o Jura alemão e seus fósseis. Seu maior trabalho foi a investigação geológica da Índia, pela rica apresentação científica do material paleontológico.  Em 1869, depois de um estudo exaustivo sobre as ammonoideas , Waagen advogou a teoria da evolução ou mutação para determinadas  séries de fósseis. Waagen  foi um católico ativo e, dois anos antes da sua morte, escreveu um tratado sobre o primeiro capítulo de  gênesis,  onde mostrou suas virtudes de geólogo e cristão.

## Obras
Waagen foi um dos editores do periódico  "Geognostische-paläontologische Beiträge" (Munique), e durante os anos de 1894-1900 editor do  "Beiträge zur Paläontologie Oesterreich-Ungarns und des Orients" (Viena); após a morte de Barrande ( 1799 - 1883) ele editou vários volumes do trabalho de  Barrande,  "Système silurien".
Os trabalhos mais importantes de Waagen foram:
- "Der Jura in Franken, Schwaben und der Schweiz" (Munique, 1864);
- "Klassification der Schichten des obern Jura" (Munique, 1865);
- "Die Formenreihe des Ammonites subradiatus" (Munique, 1869);
- "Ueber die geologische Verteilung der Organismen in Indien" (Viena, 1878);
- "Das Schopfungsproblem"  em "Natur und Offenbarung" (Munster, 1898; publicação que foi desmembrada em  1899);
- "Gliederun der pelagischen Sedimente des Triassystems" (Viena, 1895).

Em inglês escreveu:
- "Jurassic Fauna of Kutch" (1873-6);
- "Productus Limestone" (1879-91);
- "Fossils from the Ceratite Formation" (1892).

## Fonte
- Este artigo é uma tradução do artigo Wilhelm Heinrich Waagen da Wkipédia inglesa, com o histórico registrado até 29 de maio de 2007.